# Korelacja wzajemna
Korelacja wzajemna lub krzyżowa – funkcja wartości współczynnika korelacji Pearsona dwóch szeregów czasowych przesuniętych o {\displaystyle \Delta t} względem siebie w zależności od wartości {\displaystyle \Delta t.}
Korelacja wzajemna szeregu z nim samym nosi nazwę autokorelacji.